# Герб Кам'янки (Черкаська область)
Герб Кам'янки — офіційний символ міста Кам'янки затверджений VIII сесією 4 скликання Кам'янської міської ради 16 травня 2003 року.

## Опис
Щит зеленого кольору, обрамлений золотою каймою. По центру щита розміщений сніп жита (символ достатку та багатства), перев'язаний чорно-червоною стрічкою (знак крові), перемішаної з чорноземом.
Сніп органічно переплітається з лірою — символом культурного та духовного начала і разом з тим вказує на багатовікові традиції міста. Над снопом зображена хрестоподібна зірка мрій, що символізує надії мешканців на багатовікові традиції міста.
Кольори герба символізують:
- зелений — символ життя;
- жовтий — символ сонця;
- пурпуровий — символ козацької влади;
- блакитний — знак земної благодаті;
- білий — символ чистоти.